# Fianco (araldica)
Fianco è un termine utilizzato in araldica per indicare il lembo laterale dello scudo.

Monte di tre vette declinanti movente dal fianco sinistro dello scudo (Campo nell'Elba
Aquila ruotata di 90° con la testa rivolta verso il fianco destro dello scudo (Hölstein, Svizzera)
Due gigli posti ciascuno in un fianco dello scudo (Sisteron, Francia)